# Shh. Just Go with It
Shh. Just Go with It je debutové studiové album americké pop punkové hudební skupiny Every Avenue, jež bylo vydáno 17. února 2008 ve Spojených státech, respektive 10. dubna 2008 v Japonsku. Album připravila kapela ve spolupráci s hudebním vydavatelstvím Fearless Records, Shh. Just Go with It je jejich druhá společná deska po EP Ah! z roku 2007. Japonská verze byla prodávána pod značkou Kick Rock Music.
Album dosáhlo na 27. pozici v žebříčku Billboard Heatseekers.  Jediný singl alba „Where Were You?“ vyšel 12. března 2008. Jde zároveň o poslední album, na němž vystupuje s kapelou bubeník Michael Govaere. Ten krátce po vydání skupinu opustil a byl nahrazen Dennisem Wilsonem.

## Okolnosti vydání
Ačkoliv kapela působila už od roku 2003, na její debut museli fanoušci nějaký čas počkat. Shh. Just Go with It vyšlo až téměř pět let po založení kapely 17. února 2008, a navázalo na spolupráci s Fearless Records při nahrávání EP Ah! o rok dříve. Předtím Every Avenue stihli vydat ještě dvě EP, jedno eponymní v roce 2004 a This Is Why We Don't Have Nice Things z roku 2006, jejichž náklady však pokryli sami. Mimo eponymní kus přispěla všechna Extended Play dvěma písněmi do seznamu stop studiové premiéry; „Where Were You?“ a „Think of You Later (Empty Room)“ vyšly již na albu Ah!, „Chasing the Night“ a „Trading Heartbeats“ jsou však ještě starší, nacházely se na This Is Why We Don't Have Nice Things.
Shh. Just Go with It je jediné studiové album, jež vydala kapela ve čtyřčlenném složení, baskytarista Matt Black se totiž připojil příliš pozdě, aby se mohl na albu podílet a být tak uveden v obsazení. Krátce po vydání alba se také obměnil post bubeníka, Michael Govaere odešel a nahradil ho Dennis Wilson. Album produkovali Zack Odom a Kenneth Mouth. Album bylo vydáno i v deluxe verzi, která obsahovala ostatní písně EP Ah! a dvě zbrusu nové.

## Seznam skladeb
Všechny skladby napsal(i) Every Avenue. 
| Seznam skladeb alba Shh. Just Go with It | Seznam skladeb alba Shh. Just Go with It | Seznam skladeb alba Shh. Just Go with It | Seznam skladeb alba Shh. Just Go with It |
| Pořadí                                   | Název                                    | Poznámky                                 | Délka                                    |
| ---------------------------------------- | ---------------------------------------- | ---------------------------------------- | ---------------------------------------- |
| 1.                                       | Days of the Old                          |                                          | 2:46                                     |
| 2.                                       | This One's a Cheap Shot                  |                                          | 2:58                                     |
| 3.                                       | Where Were You?                          | [ p 1 ]                                  | 2:41                                     |
| 4.                                       | Think of You Later (Empty Room)          | [ p 1 ]                                  | 2:51                                     |
| 5.                                       | A Story to Tell Your Friends             |                                          | 3:21                                     |
| 6.                                       | Boys Will Be Boys                        |                                          | 3:03                                     |
| 7.                                       | Take a Step Back                         |                                          | 3:08                                     |
| 8.                                       | Trading Heartbeats                       | [ p 2 ]                                  | 3:22                                     |
| 9.                                       | Freak Out!                               |                                          | 3:56                                     |
| 10.                                      | Between You and I                        |                                          | 4:38                                     |
| 11.                                      | Chasing the Night                        | [ p 2 ]                                  | 2:54                                     |
| Celková délka:                           | Celková délka:                           | Celková délka:                           | 35:38                                    |

| Deluxe verze   | Deluxe verze          | Deluxe verze   | Deluxe verze |
| Pořadí         | Název                 | Poznámky       | Délka        |
| -------------- | --------------------- | -------------- | ------------ |
| 12.            | Fame and (Mis)Fortune |                | 3:12         |
| 13.            | The Hell Back Home    |                | 3:16         |
| 14.            | One More Song         | [ p 1 ]        | 3:00         |
| 15.            | Nothing               | [ p 1 ]        | 3:05         |
| 16.            | Picking Up the Pieces | [ p 1 ]        | 3:09         |
| 17.            | Getting Out           | [ p 1 ]        | 4:12         |
| Celková délka: | Celková délka:        | Celková délka: | 42:06        |

## Obsazení
Základní sestava
- David Ryan Strauchmann – zpěv, klavír
- Jimmie Deeghan – kytara
- Joshua Randall – kytara
- Michael Govaere – bicí

Technická podpora
- Kenneth Mouth – producent, hudební technik, mixing
- Zack Odom – producent, technik, mixing
- Matt Govaere – obal, designér
- Amy Weiser – fotografie

## Kritika
Debut kapely Every Avenue vyvolal mezi hudebními kritiky smíšené reakce. Recenzanti AbsolutePunk a Sputnik Music pochválili první tři až čtyři skladby, pomalejší písně však dle jejich názoru působí fádně. Dle recenze serveru Ultimate Guitar ukázali členové kapely ve svém debutu své velké schopnosti, celé album prý zůstává žánrově v mezích pop punku, ale zároveň se blíží jeho hranicím. Na druhou stranu tam zmínili, že posluchač může mít sklon některé písně přeskočit. Písně alba mají chytlavou melodii a vyznačují se riffy se silnými akordy. Kira Wisniewski z Alternative Press naopak zkritizovala přílišný vliv emo na některé texty písní a dle jejího názoru příliš okatá snaha napodobit kapelu Fall Out Boy. Tony Pascarella přirovnal první píseň „Days of the Old“ k singlu kapely Yellowcard „Ocean Avenue“ a pěvecký výkon Davida Strauchmanna ke zpěváku bývalé skupiny The Academy Is… Williamu Beckettovi. Recenzentu Sputnik Music zase některé části písní připomněly hudbu skupiny Paramore či Panic at the Disco, zároveň vyzdvihl výkon bubeníka Michaela Govaera.

### Hodnocení
- Alternative Press –  [7]
- Tony Pascarella (AbsolutePunk) – [1]
- Sputnik Music –  [6]
- Ultimate Guitar –  [2]

Umístění v žebříčcích
- Billboard Heatseekers – 27. místo[3]